# Cleonymia youngi
Cleonymia youngi är en fjärilsart som beskrevs av Rothschild 1926. Cleonymia youngi ingår i släktet Cleonymia och familjen nattflyn. Inga underarter finns listade i Catalogue of Life.